# جير دا كوستا
جير دا كوستا (بالبرتغالية: Jair da Costa) مواليد 9 يوليو 1940 في ساو باولو، البرازيل، هو لاعب كرة قدم برازيلي سابق كان يلعب كلاعب وسط. سبق له أن لعب في كأس العالم لكرة القدم مع منتخب بلاده.

## روابط خارجية
- جير دا كوستا على موقع الاتحاد الدولي (مؤرشف)  (الإنجليزية)
- جير دا كوستا على موقع الاتحاد الأوربي (الإنجليزية)
- جير دا كوستا على موقع قاعدة بيانات كرة القدم.إي يو (الإنجليزية)
- جير دا كوستا على موقع ناشيونال فوتبول تيمز (الإنجليزية)
- جير دا كوستا على موقع عالم كرة القدم.نت (الإنجليزية)